# Palacio del Danubio

## Duna Palota
El edificio, situado entre la Basílica de San Esteban (Budapest) y el Puente de las Cadenas, fue construido en estilo neobarroco en 1895 según los proyectos de Vilmos Freund, y originalmente fue el casino del barrio Lipótváros, que cada año gastaba una cantidad considerable de dinero para fines artísticos y ayuda de jóvenes con talento. Se organizaban aquí conciertos clásicos de elevado nivel artístico, contratando a los mejores artistas de la época.
- Datos: Q18150365
- Multimedia: Duna Palace, Budapest / Q18150365